# Список об'єктів Світової спадщини ЮНЕСКО в Ізраїлі
Список об'єктів Світової спадщини ЮНЕСКО в Ізраїлі налічує 9 найменувань (станом на 2015 рік).

## Розташування об'єктів
|  | Масада Акко Біле місто Мегіддо Хацор Беєр-Шева Халуца Авдат Мамшит Шивта Бахаї Нахаль-Меарот Бейт Шеарімclass=notpageimage\| Об'єкти Світової спадщини ЮНЕСКО в Ізраїлі |

## Список
У цьому списку подано перелік об'єктів Світової спадщини ЮНЕСКО в Ізраїлі в хронологічному порядку їх додавання до списку.
| № | Зображення | Назва | Розташування                       | Час створення                 | Рік внесення до списку | №                                                   | Критерії        |
| - | ---------- | --- | ---------------------------------- | ----------------------------- | ---------------------- | --------------------------------------------------- | --------------- |
| 1 |            | Масада (івр. מסדה, араб. مصعدة) | Південний округ                    | I ст. до н. е.                | 2001                   | 1040 [Архівовано 28 квітня 2019 у Wayback Machine.] | iii, iv, vi     |
| 2 |            | Стародавнє місто Акко (івр. העיר העתיקה של עכו, араб. مدينة عكّا القديمة)                                                                                          | Північний округ                    | XI—XVIII століття             | 2001                   | 1042 [Архівовано 28 квітня 2019 у Wayback Machine.] | ii, iii, v      |
| 3 |            | Біле місто Тель-Авіва — архітектура «Сучасного руху» (івр. העיר הלבנה, араб. مدينة تل أبيب البيضاء — الحركة العصرية)                                              | Місто: Тель-Авів                   | 1930—1950-ті                  | 2003                   | 1096 [Архівовано 2 травня 2019 у Wayback Machine.]  | ii, iv          |
| 4 |            | Шлях пахощів — міста у пустелі Негев: • Халуца • Мамшит • Авдат • Шивта (івр. דרך הבשמים — ערי המדבר בנגב, араб. طريق البَخُّور — مدن طريق البَخُّور — مدن صحراء النقب) | Південний округ                    | III ст. до н. е.—II ст. н. е. | 2005                   | 1007 [Архівовано 28 квітня 2019 у Wayback Machine.] | iii, v          |
| 5 |            | Біблійні пагорби — Мегіддо, Хацор, Беєр-Шева (івр. תל מגידו, араб. التلال التوراتية — مجيدو، هازور وبير سبع)                                                      |                                    |                               | 2005                   | 1108 [Архівовано 28 квітня 2019 у Wayback Machine.] | ii, iii, iv, vi |
| 6 |            | Священні місця Бахаї в Хайфі та Західній Галілеї (івр. המקומות קדושים לבהאים בחיפה ובגליל המערבי, араб. الأماكن البهائية المقدسة في حيفا والجليل الغربي)          | Північний округ Міста: Хайфа, Акко |                               | 2008                   | 1220 [Архівовано 21 серпня 2011 у WebCite]          | iii, vi         |
| 7 |            | Пам'ятки антропогенезу біля гори Кармель: печери Нахаль-Меарот та Ваді-ель-Мугара (івр. נחל מערות)                                                                | Хайфський округ                    | 500 тис. років тому           | 2012                   | 1393 [Архівовано 6 травня 2019 у Wayback Machine.]  | iii, v          |
| 8 |            | Печери Мареши і Бейт Гувріна в Юдейській долині як мікрокосм Землі печер (івр. מערות מרשה, ובית-גוברין בשפלת יהודה כמיקרוקוסמוס של ארץ המערות)                    | Південний округ                    | —                             | 2014                   | 1370 [Архівовано 28 квітня 2019 у Wayback Machine.] | v               |
| 9 |            | Некрополь Бейт Шеарім (івр. בית שערים) | Хайфський округ                    | II століття                   | 2015                   | 1471 [Архівовано 8 травня 2019 у Wayback Machine.]  | ii, iii         |

## Розташування об'єктів попереднього списку
|  | Дан Синагоги Галілеї Мандрівки Ісуса Тиверіадське озеро Хорват Міннім Арбель Дганія і Нахалал Бейт-Шеан Кесарія Біла мечеть Єрусалим Бейт Гурвін-Мареша Матеш Карком Тімна Долина Хула Ліфта Ейн Каремclass=notpageimage\| Кандидати на включення до списку Світової спадщини ЮНЕСКО на мапі Ізраїлю |

## Попередній список
| №  | Зображення | Назва                                              | Розташування        | Час створення | Рік внесення до списку | №                                                      | Критерії              |
| -- | ---------- | -------------------------------------------------- | ------------------- | ------------- | ---------------------- | ------------------------------------------------------ | --------------------- |
| 1  |            | Потрійна арка заповідника Дан та витоки Йордану    |                     |               | 2000                   | 1469 [Архівовано 24 травня 2013 у Wayback Machine.]    | iv, vi, vii, x        |
| 2  |            | Стародавні синагоги Галілеї                        |                     |               | 2000                   | 1470 [Архівовано 22 лютого 2013 у Wayback Machine.]    | iii, vi               |
| 3  |            | Мандрівки Галілеєю Ісуса та апостолів              |                     |               | 2000                   | 1471 [Архівовано 22 лютого 2013 у Wayback Machine.]    | iii, vi               |
| 4  |            | Тиверіадське озеро та його історичні місця         |                     |               | 2000                   | 1473 [Архівовано 22 лютого 2013 у Wayback Machine.]    |                       |
| 5  |            | Хорват Міннім                                      |                     |               | 2000                   | [Архівовано 22 лютого 2013 у Wayback Machine.]1474     | iv                    |
| 6  |            | Арбель                                             |                     |               | 2000                   | 1475 [Архівовано 22 лютого 2013 у Wayback Machine.]    |                       |
| 7  |            | Дганія і Нахалал                                   |                     |               | 2000                   | 1478 [Архівовано 22 лютого 2013 у Wayback Machine.]    | v, vi                 |
| 8  |            | Бейт-Шеан                                          |                     |               | 2000                   | 1479 [Архівовано 22 лютого 2013 у Wayback Machine.]    | ii, iv, v, vi         |
| 9  |            | Кесарія                                            |                     |               | 2000                   | 1480 [Архівовано 22 лютого 2013 у Wayback Machine.]    | ii, iv, v, vi         |
| 10 |            | Біла мечеть у місті Рамла                          |                     |               | 2000                   | 1482 [Архівовано 22 лютого 2013 у Wayback Machine.]    | ii, iv                |
| 11 |            | Єрусалим                                           |                     |               | 2000                   | 1483 [Архівовано 29 березня 2021 у Wayback Machine.]   | i, ii, iii, iv, v, vi |
| 12 |            | Регіон печер: Бейт Гурвін-Мареша                   |                     |               | 2000                   | 1484 [Архівовано 22 лютого 2013 у Wayback Machine.]    | iii, v, vi            |
| 13 |            | Матеш                                              |                     |               | 2001                   | 1486 [Архівовано 2 червня 2013 у Wayback Machine.]     |                       |
| 14 |            | Хар-Карком                                         |                     |               | 2000                   | 1488 [Архівовано 22 лютого 2013 у Wayback Machine.]    | iii, v                |
| 15 |            | Долина Тімна                                       |                     |               | 2000                   | 1489 [Архівовано 19 червня 2013 у Wayback Machine.]    |                       |
| 16 |            | Фортеці хрестоносців                               |                     |               | 2000                   | 1491 [Архівовано 22 лютого 2013 у Wayback Machine.]    | iv, v, vi             |
| 17 |            | Шляхи міграції: Велика рифтова долина, Долина Хула |                     |               | 2004                   | 1886 [Архівовано 22 лютого 2013 у Wayback Machine.]    |                       |
| 18 |            | Типове гірське поселення Ліфта                     | Єрусалимський округ |               | 2015                   | 6061 [Архівовано 16 листопада 2019 у Wayback Machine.] | i, iii, v             |
| 19 |            | Поселення Ейн Карем та його культурні ландшафти    | Єрусалимський округ |               | 2015                   | 6062 [Архівовано 6 липня 2015 у Wayback Machine.]      | i, iii, v, vi         |